# Biba & Loeba
Biba & Loeba is een programma dat op Ketnet Junior vertoond wordt. Het werd in het najaar van 2017 voor het eerst uitgezonden.
Het programma is gericht op kinderen tussen 0 en 6 jaar en wil lichaamsbeweging in deze leeftijdsgroep stimuleren. De oefeningen zijn gebaseerd op de omstreden bodymap-methode, die in België op verschillende scholen en kinderdagverblijven gebruikt wordt.
In 2018 werd Loeba gespeeld door Michiel De Meyer en Arno Moens, Biba door Désirée Viola en Helen Verhelst.